# ЕТХ Цирих
ETH Цирих (енгл. Swiss Federal Institute of Technology) је швајцарски технички универзитет у Цириху, који је основан 1855. године под именом „швајцарски политехникум“. По том имену је и данас познат. Главна зграда ETH Цирих се налази у самом центру града, док се даљи објекти налазе на кампусу у Хонгербергу на крају града, као и многи други објекти у самом центру Цириха.
ETH Цирих има репутацију светске класе у академским круговима и индустрији, посебно у науци и технологији. Редовно се сврстава међу три до пет најбољих универзитета у Европи и један од 15 до 20 најбољих универзитета у свету. На QS светској ранг листи универзитета 2022, универзитет је рангиран на осмом месту у свету и четврти у Европи по академској изврсности, а издање из 2021. ставило га је на четврто место у свету за инжењеринг и технологију (друго у Европи) и прво по науци о земљи и мору. Тајмсова светска ранг листа високог образовања за 2022-23 рангирала је ETH Цирих на 11. место у свету.
Студенти, професори и истраживачи повезани са ETH Цирихом укључују 32 добитника Нобелове награде, два са Филдсовом медаљом, три добитника Прицкерове награде и једног добитника Тјурингове награде, укључујући Алберта Ајнштајна и Џона фон Нојмана. ETH Zurich је оснивачки члан IDEA лиге и Међународне алијансе истраживачких универзитета (IARU), и члан је мреже CESAER.

## Историја
ETH у Цириху је основан 7. фебруара 1854. од стране Швајцарске Конфедерације и почео је да држи своја прва предавања 16. октобра 1855. као политехнички институт (eidgenössische polytechnische Schule) на различитим локацијама широм града Цириха. У почетку се састојао од шест факултета: архитектонског, грађевинског, машинског, хемијског, шумарског и интегрисаног одсека за области математике, природних наука, књижевности и друштвених и политичких наука.
Локално је још увек познат као Политехникум, или једноставно као Поли, изведено од оригиналног назива eidgenössische polytechnische Schule, што у преводу значи „савезна политехничка школа“.
ETH Цирих је федерални институт (тј. под директном управом швајцарске владе), док је Универзитет у Цириху кантонаска институција. Одлука о новом савезном универзитету била је у то време тешко оспоравана; либерали су се залагали за „федерални универзитет“, док су конзервативне снаге жељеле да сви универзитети остану под кантонском контролом, забринути да ће либерали добити више политичке моћи него што су већ имали. У почетку су оба универзитета била смештена у зградама Универзитета у Цириху.
ETH Цирих, EPFL и четири повезана истраживачка института формирају „ETH домен“ са циљем сарадње на научним пројектима.

## Репутација и рангирање
ETH Цирих је рангиран међу најбољим универзитетима у свету. Типично, популарне ранг-листе постављају институцију као најбољи универзитет у континенталној Европи, а ETH Цирих се константно рангира међу првих 1-5 универзитета у Европи и међу првих 3-10 најбољих универзитета у свету.
Историјски гледано, ETH Цирих је постигао своју репутацију посебно у областима хемије, математике и физике. Укупно 32 нобеловца је повезано са ETH Цирихом, од којих је најновији Ричард Ф. Хек, који је добио Нобелову награду за хемију 2010. Алберт Ајнштајн је можда његов најпознатији алумнус.
У издању QS Светске ранг листе универзитета за 2021. годину, ETH Цирих је поново рангиран на 6. месту у свету, након што је први пут постигао ову позицију 2019. године, чиме је претекао Универзитет у Кембриџу и постао други најбољи европски универзитет после Универзитета у Оксфорду. ETH је био рангиран на 8. месту на Тајмсовој светског ранг листи високог образовања за 2020. годину. На QS светској ранг листи универзитета за 2020. по предметима, био је рангиран на 4. месту у свету за инжењеринг и технологију (2. у Европи, 1. у континенталној Европи) и 1. у области науке о земљи и мору.
У 2018. години, QS светска ранг листа универзитета је поставила ETH Цирих на укупно 7. место у свету. У 2015. години, ETH Цирих је био рангиран на 5. месту у свету у области инжењерства, науке и технологије, одмах иза Масачусетског института за технологију, Универзитета Стенфорд и Универзитета Кембриџ. У 2015. години, ETH Цирих је такође био на 6. месту у свету у природним наукама, а 2016. на 1. месту у свету за науке о земљи и мору другу годину заредом.
У 2016, Тајмса светска ранг листи високог образовања поставила је ETH Цирих на 9. место у свету свеукупно и 8. у свету у области инжењерства и технологије, одмах иза Масачусетског института за технологију, Универзитета Стенфорд, Калифорнијског института за технологију, Универзитета Принстон, Универзитета Кембриџ, Империал колеџа Лондон и Оксфордског универзитета.
У истраживању „CHE ExcellenceRanking” о квалитету западноевропских постдипломских програма из области биологије, хемије, физике и математике, ETH Цирих је оцењен као једна од три институције које имају одличне програме у свим разматраним областима, друга два су Империјал колеџ Лондону и Универзитет у Кембриџу. ETH Цирих је имао укупан буџет од 1,897 милијарди CHF у 2019. години.

## Галерија
- ЕТХ Цирих у сумрак
- ХПТ дрво зими
- Хенгерберг
- Трамвајска станица Универзитетске болнице ЕТХ